# 安河内剛
安河内 剛（やすこうち つよし、1961年4月3日 - ）は、日本のボクシング審判員、日本ボクシングコミッション (JBC) 執行理事。福岡県出身。

## 略歴
早稲田大学法学部在学中に青木ボクシングジムへ通い、プロボクサーのC級ライセンスを取得。卒業後は司法試験の勉強をしながらレフェリーなどを務め、1994年にJBCの職員となる（司法試験は1992年・1993年・1995年に短答式試験には合格）。国際部長・事務局次長を経て2006年、45歳で事務局長に就任。プロボクシング関連の話題でマスコミに登場することが多くなる。これはJBCトップのコミッショナーが名誉職で、東京ドーム社長が兼任するのが慣例となっているため。世界タイトルマッチではリングサイドで観戦する姿がテレビに映ることもある。
事務局長就任の2006年頃からプロボクサー新人テスト審査がやや厳格になり、東京地区・関西地区では1回の試験における合格率が30%強にとどまるケースも珍しくなくなっている。
2011年5月10日、JBC臨時理事会において、1か月の休職扱いとなる。6月10日に復職。ただし、職務は、専務理事付事務局長代行補佐に変更。6月28日、JBC臨時理事会において、事務局員に降格となる。
2012年5月、JBCを相手取り、処分の無効確認や慰謝料500万円の支払いなどを求める訴えを東京地裁に起こす。6月15日、日本ボクシングコミッションから懲戒解雇処分となる。2014年11月一審勝訴、慰謝料30万円、解雇無効の判決。東京高裁は2015年6月、解雇を無効と認めた一審の東京地裁判決を支持し、JBC側の控訴を棄却した。2016年6月最高裁も上告を棄却し原告として三審とも勝訴。6月17日付で事務局長に復帰し、10月17日から5年5ヶ月ぶりに出勤し業務を再開した。
2022年11月1日より、JBC内のガバナンス強化のため、新設の特命担当事務局長として就任。
2023年4月1日、JBC理事に就任。同年4月10日、執行理事に就任。
JBCの活動の一環として、アジアの複数の国でボクシングコミッションを設立する活動に関わっており、過去にモンゴル・カンボジア・ミャンマーなどでボクシングコミッションを立ち上げている。